# Мург, Томас
Томас Мург (нем. Thomas Murg; родился 14 ноября 1994 года в Фойтсберг, Австрия) — австрийский футболист, вингер греческого клуба ПАОК.

## Клубная карьера

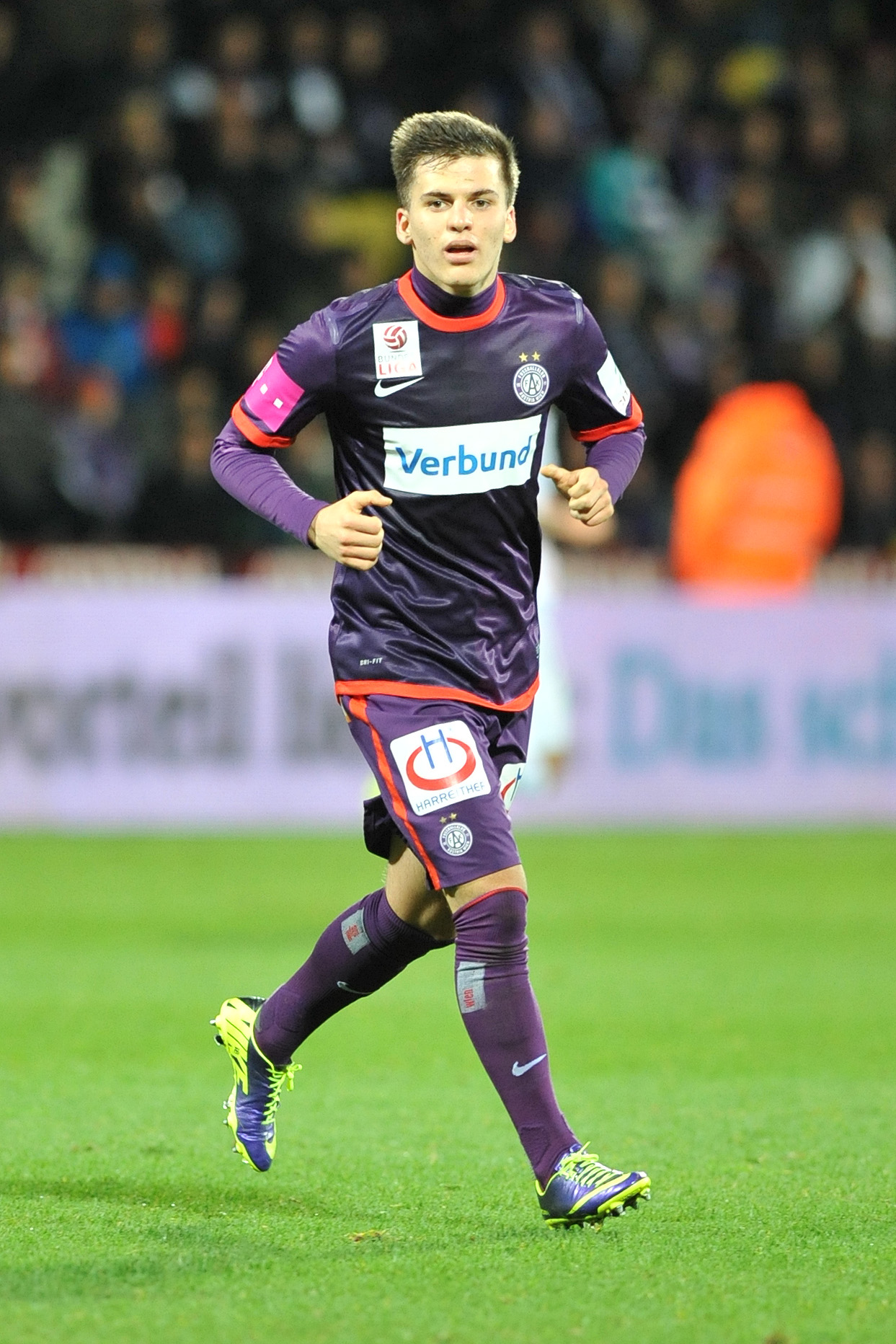
Мург в составе «Аустрии»

Мург начал профессиональную карьеру в клубе ГАК, в составе которого отыграл два сезона в Региональной лиге Австрии. Летом 2012 года Томас перешёл в столичную «Аустрию». 28 июля в матче против «Штурма» он дебютировал в австрийской Бундеслиге. 9 ноября 2013 года в поединке против «Вольфсберга» Мург забил свой первый гол за «Аустрию».
Летом 2014 года Томас перешёл в «Рид». 19 июля в матче против «Винер-Нойштадта» он дебютировал за новую команду. 1 ноября в поединке против «Вольфсберга» Мург забил свой первый гол за «Рид».
В начале 2016 года Мург перешёл в столичный «Рапид». 6 января в матче против «Вольфсберга» он дебютировал за новый клуб. 29 ноября в поединке против своего бывшего клуба «Рид» Томас сделал «дубль», забив свои первые голы за «Рапид». В 2018 году в матче Лиги Европы против московского «Спартака» он отметился голом.